# Drugstore (Berlin)

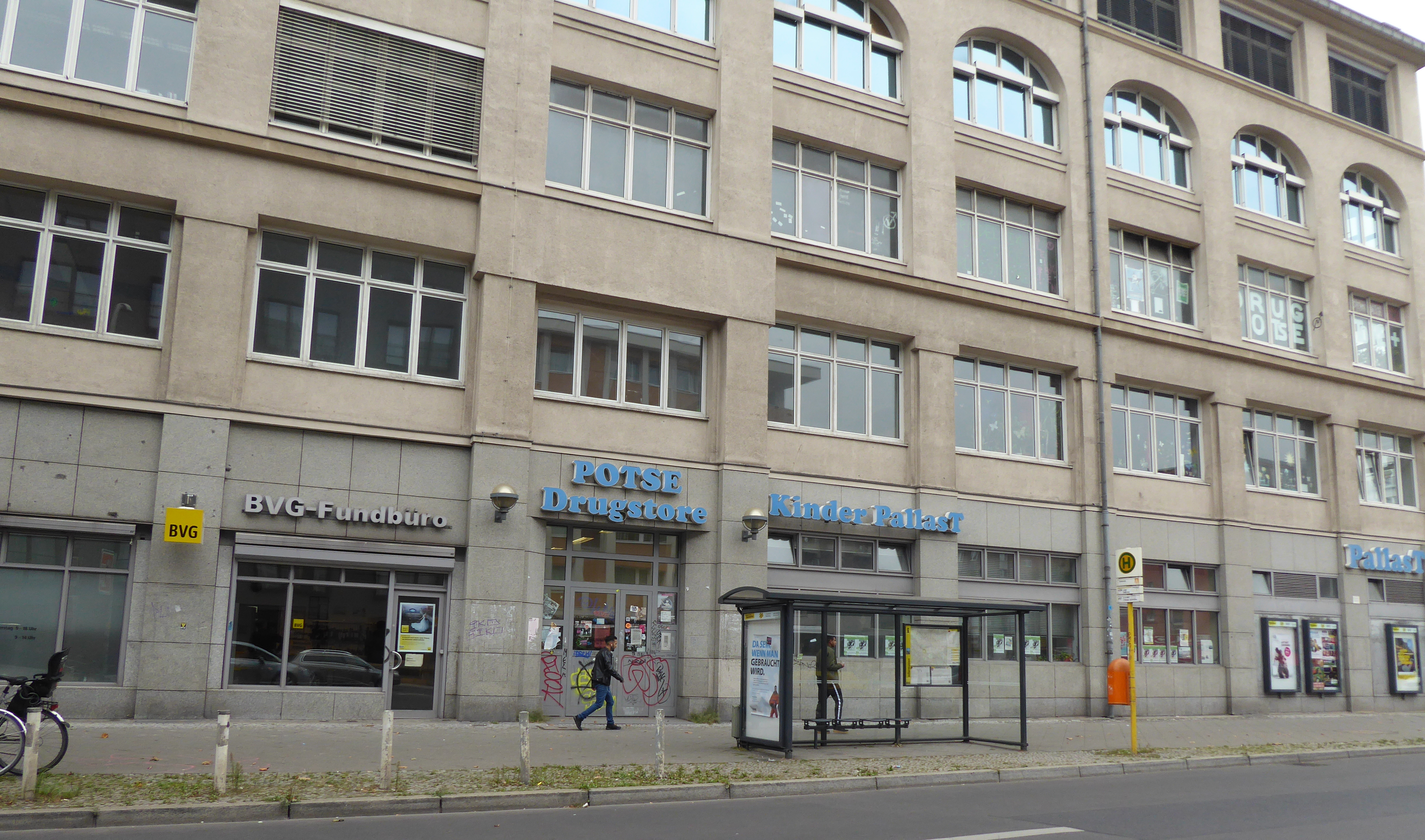
Ehemaliger Eingang zum Drugstore in der Potsdamer Straße 180

Der Drugstore ist das älteste selbstverwaltete Jugendzentrum Berlins. Es wurde im September 1972 im Berliner Ortsteil Schöneberg eröffnet und ermöglicht seitdem Jugendlichen Veranstaltungen und Konzerte selbst durchzuführen.
Freier Träger ist der gemeinnützige Verein Sozialpädagogische Sondermaßnahmen Berlin (SSB e. V.), zu dem auch das Tommy-Weisbecker-Haus gehört.

## Geschichte
Seit April 1971 existierte in der Motzstraße 24 im ehemaligen Eldorado im Berliner Ortsteil Schöneberg die linke Jugendkneipe hand drugstore, besonders „für gefährdete Randgruppenjugendliche“. Hier fand unter anderem am 21. November 1971 das Gründungstreffen mit Namensgebung der HAW (Homosexuelle Aktion Westberlin) statt. Die Kneipe war im Dezember 1971 ein Treffpunkt für Gründungsmitglieder des Georg-von-Rauch-Hauses. Nach scharfer Kritik an den kapitalistischen Interessen der Betreiber und späteren Schließung aus finanziellen Gründen, schlossen sich im Januar 1972 mehrere jugendliche Mitarbeiter der Jugendkneipe zusammen, um Konzepte für eine Alternative mit „sozialpädagogischen Zügen“ zu finden. Dabei benutzten einige von ihnen auch Erfahrungen, die sie bei der sogenannten Heimkampagne der APO gemacht hatten. Im Februar 1972 wurde dazu der Verein Sozialpädagogische Sondermaßnahmen Berlin e. V. gegründet und nach geeigneten Räumen gesucht. Im Mai 1972 wurde mit dem damaligen Bezirk Schöneberg ein Nutzungsvertrag über ein leerstehendes Jugendfreizeitheim in der Potsdamer Straße geschlossen. Die Räume wurden von den Jugendlichen ausgebaut und unter dem Namen Drugstore im September 1972 eröffnet.

Ehemalige Räume des Drugstore, Motzstraße 24 in Berlin-Schöneberg

Mitte Februar 1973 wurde der Drugstore von der Wohngruppe des Jugendzentrums für 14 Tage mit der Forderung auf selbstbestimmten Wohnraum besetzt. Ein Übernachten im Jugendzentrum war zuvor durch den Nutzungsvertrag ausgeschlossen worden. Der Druck und die Verhandlungen mit dem Berliner Senat führten im März zur Gründung des Tommy-Weisbecker-Hauses.
Der Drugstore steht seit seiner Entstehung linken Projekten und Jugendlichen als Veranstaltungsort für Konzerte, Filmvorführungen, Ausstellungen, Sportgruppen und Diskussionsrunden zur Verfügung. Auch bekanntere Berliner Künstler wie Soilent Grün, No Exit, Terrorgruppe, Drei Flaschen, Ätztussis, Untoten und Dr. Motte hatten hier einige Auftritte. Unter dem Motto „Kultur zum Nulltarif“ gilt seit vielen Jahren bei Veranstaltungen und Konzerten immer freier Eintritt.

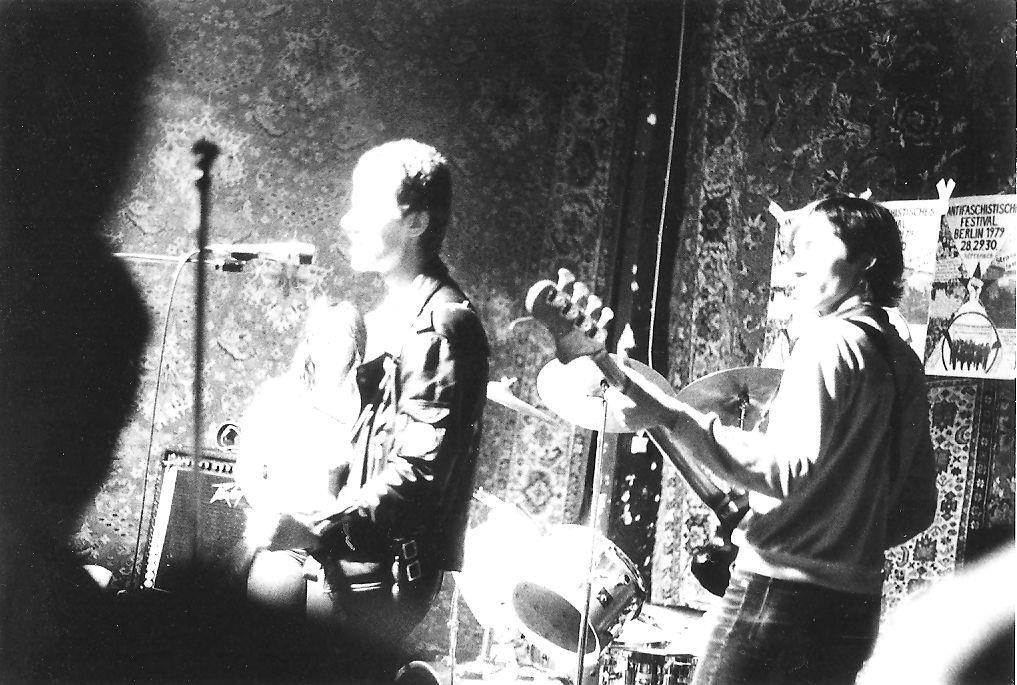
Konzert im Drugstore, 1979

In den 1980er Jahren wurde in derselben Etage des Hauses der Jugendtreff Potse eröffnet. 1987 verkaufte der Senat das Gebäude, in dem sich sowohl Drugstore, Potse und die Kinder- und Jugendeinrichtung PallasT befinden, an die BVG. Dies hatte vorerst keine Auswirkungen auf das Jugendzentrum. Über die Jahre hinweg war der Drugstore allerdings mehrfach von der Schließung bedroht. 1991 sollte dem Drugstore der Nutzungsvertrag wegen eines an der Außenfassade angebrachten Anti-Kriegs-Transparents gekündigt werden. 1994 konnte eine von der BVG geforderte Mieterhöhung für alle drei Einrichtungen vom Bezirk abgewandt werden. 1998 erhöhte die BVG gegenüber der Stadt die Miete, woraufhin der Bezirk für den Auszug des Drugstores stimmte. Mit einem Konzert vor dem Schöneberger Rathaus und der darauf folgenden Besetzung des Rathauses wurde der drohende Umzug damals abgewandt.
Im Jahr 2008 verkaufte die BVG im Zuge des Umzugs in die neue BVG-Zentrale das Gebäude an der Potsdamer Straße 180 an ein Investorenkonsortium. Ein Weiterverkauf der Investoren an eine Firma der Intown Gruppe führte schließlich zur Kündigung der Räume durch den Bezirk Tempelhof-Schöneberg zum 31. Dezember 2015. Die Kündigung konnte um mehrere Jahre verschoben werden.
Anfang Januar 2019 endete der Mietvertrag für die Räume beider Jugendzentren in der Potsdamer Straße 180 endgültig. Das Drugstore übergab die Schlüssel am 31. Dezember 2018 dem Bezirk Tempelhof-Schöneberg, um den Trägerverein Sozialpädagogische Sondermaßnahmen Berlin vor Regressansprüchen zu schützen. Die am selben Tag angelegte Schlüsselübergabe des Jugendtreffs Potse an den Bezirk platzte dagegen. Der Bezirk wollte neue Räume in der Potsdamer Straße 134–136 für die beiden Jugendzentren Potse und Drugstore zur Verfügung stellen. Die neuen Räume konnten allerdings wegen Schadstoffsanierung nicht rechtzeitig bezogen werden, darum fanden Drugstore und Potse Zwischenlösungen mit der Stadt Berlin. Der Drugstore zog vorübergehend ins Lichtenberger Rockhaus, die Potse in die Zollgarage des ehemaligen Flughafens Tempelhof.
2023 berichtete nd-aktuell von Unterwanderungsversuchen des zumeist deutlich links positionierten Zentrums durch mehrere Rechtsradikale in Lichtenberg. Mitte 2023 zog das Drugstore in die Potsdamer Straße 134–136. In den kleineren Räumen können aus Lärmschutzgründen keine Konzerte stattfinden.